# Hyloxalus utcubambensis
Hyloxalus utcubambensis es una especie de anfibio anuro de la familia Dendrobatidae.

## Distribución geográfica
Esta especie es endémica de la provincia de Luya en la región de Amazonas en Perú. Es conocida solo en su localidad de Tingo, ubicada en la cuenca del río Utcubamba, a una altitud de unos 2390 m en la vertiente occidental de la Cordillera Oriental.

## Descripción
Los machos miden hasta 19.8 mm y las hembras hasta 26.0 mm.

## Etimología
Su nombre de especie, compuesto por utcubamb[a] y el sufijo latín -ensis, significa "que vive, que habita", y le fue dado en referencia al lugar de su descubrimiento.

## Publicación original
- Morales, 1994 : Taxonomía sobre algunos Colostethus (Anura, Dendrobatidae) de Sudamérica, con descripción de dos especies nuevas. Revista Española de Herpetología, vol. 8, p. 95-103.[5]